# Walter Eckert
Walter Eckert (* 8. September 1913 in Leobersdorf, Niederösterreich; † 7. Januar 2001 in Wien) war ein österreichischer Maler.

## Leben
Walter Eckert studierte von 1935 bis 1939 an der Akademie der bildenden Künste Wien bei Herbert Boeckl (1894–1966). Ab 1945 war er als freischaffender Künstler tätig. Von 1967 bis 1983 lehrte er an der Wiener Akademie und war dort von 1967 bis 1969 Rektor; 1972 übernahm er die Leitung der bis dahin von Gerda Matejka-Felden (1901–1984) geführten Meisterklasse. Ab 1952 war er Mitglied der Wiener Secession, von 1965 bis 1967 deren Präsident und später Vorstandsmitglied.
Walter Eckert orientierte sich an der Klassischen Moderne. Er beschäftigte sich als Maler vor allem mit der menschlichen Figur, bekannt sind im Besonderen seine Kopfvariationen.
Walter Eckert war ab 1959 mit der Malerin Grete Yppen verheiratet. Er wurde am Wiener Zentralfriedhof bestattet.